# تيكسيرا دي باسكوا
يواكيم بيريرا تيكسيرا دي فاسكونسيلوس (2 نوفمبر 1877 - 14 ديسمبر 1952)، المعروف باسمه المستعار تيكسيرا دي باسكوايس، هو شاعر برتغالي. تم ترشيحه خمس مرات لجائزة نوبل في الأدب.